# Gabriela von Habsburg
Gabriela von Habsburg, född 14 oktober 1956 i Luxemburg, är en österrikisk skulptör. 
Hon är dotter till Otto von Habsburg och Regina av Sachsen-Meiningen.
Hon är sedan 1978 gift 30 med Christian Meister (född 1 september 1954).